# DHDDS
Дегидролицилдифосфатсинтаза является ферментом, который у человека кодируется геном DHDDS.

## Функция
Дегидролицилдифосфатсинтаза (лат. Dehydrodolichyl diphosphate synthase) катализирует цис-пренильное удлинение цепи, создавая, тем самым, полипренильную основу долихола, изопреноидного переносчика гликозильных групп, необходимую для биосинтеза нескольких классов гликопротеинов.

## Клиническое значение
Было высказано предположение, что миссенс-мутации в гене DHDDS несут ответственность за определенные типы пигментного ретинита. Так как он участвует в ранних стадиях синтеза долихола, все заболевания, вызванные мутацией в DHDDS, следует рассматривать как врожденный порок гликозилирования (называемый DHDDS-CDG в соответствии с новой номенклатурой CDG:). Интересно, что для многих подтипов CDG распространение пигментного ретинита — основная функция.